# Mensagem (livro)
Mensagem é um livro do poeta português Fernando Pessoa. Composto por 44 poemas, foi chamado pelo poeta de "livro pequeno de poemas". Publicado em 1934 pela Parceria António Maria Pereira, o livro foi contemplado no mesmo ano com o Prémio Antero de Quental, na categoria de «poema ou poesia solta», do Secretariado Nacional de Informação, dirigido por António Ferro, o jovem editor da Orpheu, revista trimestral de literatura, de que saíram dois números em 1915.
Trata-se de uma obra Modernista Portuguesa que carrega em seu bojo uma tónica do Eu lírico, está repleta de Polifonia (literatura) e possui notória intertextualidade com a obra Os Lusíadas de Luís de Camões.
Publicada apenas um ano antes da morte prematura do autor, a obra trata do glorioso passado de Portugal de forma apologética e tenta encontrar um sentido para a antiga grandeza e a decadência existente na época em que o livro foi escrito. Glorifica acima de tudo o estilo camoniano e o valor simbólico dos heróis do passado, como os descobrimentos portugueses. É apontando as virtudes portuguesas que Fernando Pessoa acredita que o país deva se "regenerar", ou seja, tornar-se grande como foi no passado através da valorização cultural da nação.

## Criação
O título original do livro era Portugal. Influenciado por um amigo, Pessoa considera "Mensagem" um título mais apropriado, pelo nome "Portugal" se encontrar "prostituído" no mais comum dos produtos. Pessoa gosta da palavra "mensagem" a partir da expressão em latim: Mens agitat molem, isto é, "O espírito move a matéria", frase da história de Eneida, de Virgílio, dita pela personagem Anquises quando explica a Enéias o sistema do Universo. Pessoa não utiliza o sentido original da frase, que denotava a existência de um princípio universal de onde emanavam todos os seres.
Segundo uma carta datada de 13 de Janeiro de 1935 a Adolfo Casais Monteiro, Mensagem foi o primeiro livro em português que o poeta conseguiu completar; antes já havia publicado algumas brochuras com poemas em língua inglesa. Pessoa mesmo explica que esse facto demonstra o porquê de não ter publicado outro livro como a prosa de um de seus heterónimos ou a poesia em seu próprio nome.
Numa carta de 1932 de Pessoa a João Gaspar Simões, seu primeiro biógrafo, vemos que a intenção do poeta era publicar primeiramente a Mensagem para somente mais tarde divulgar outras obras como o Livro do Desassossego, do semi-heterónimo Bernardo Soares, e a poesia dos heterónimos.
Foi publicado primeiramente a 1 de Dezembro de 1934 (dia comemorativo da Restauração de 1640), com edição da Parceria António Maria Pereira, em Lisboa. A segunda edição, de 1941, possui correcções feitas por Pessoa à primeira edição e foi editada pela Agência Geral das Colónias.
Um mês após a sua primeira publicação, ganhou o prémio na segunda categoria do Secretariado de Propaganda Nacional (SPN) que o premiou com o mesmo valor em dinheiro da primeira categoria.

## Estrutura
Trata-se de um livro que revisita e, em boa parte, cria, uma mitologia do passado heróico de Portugal, repleta de símbolos, sebastianista, e que foi depois em parte incorporada na ideologia oficial da ditadura Salazarista.[carece de fontes?]
Está dividido em três partes (estrutura tripartida), com uma nota preliminar antecedendo-as. Todas elas, incluindo a nota preliminar, possuem epígrafes em latim. A primeira, Brasão, utiliza os diversos componentes das armas de Portugal para revisitar algumas personagens da história do país. A segunda, Mar Português, debruça-se sobre a época das grandes navegações, batendo à porta de figuras como o Infante D. Henrique, Vasco da Gama e Fernão de Magalhães, mas não se limitando a elas. A terceira, O Encoberto, é a parte mais marcadamente simbólica e sebastianista, voltando ainda a falar de outras figuras da história de Portugal. O termo "O Encoberto" é uma designação ao antigo rei de Portugal D. Sebastião, o que demonstra sebastianismo. Sendo também uma desintegração, mas também toda ela cheia de avisos, fortes pressentimentos, de forças latentes prestes a virem à luz: depois da noite e tormenta, vem a calma e a ante-manhã (estes são os tempos).
Estes 44 poemas agrupados em 3 partes, representam as três etapas do Império Português: Nascimento, Realização e Morte, seguida de um renascimento.
Brasão – informações sobre a formação da nacionalidade, heróis lendários e históricos.
Mar Português – descobertas, aventura marítima, conquista do império, (Deus quer, o Homem sonha, a Obra nasce: Tudo vale a pena se a alma não é pequena) ânsia do desconhecido e esforço heróico da luta com o mar.
O Encoberto – morte das energias de Portugal simbolizada pelo nevoeiro. Afirmação do Sebastianismo. País na estagnação à espera do ressurgir, do aparecer da Nova Luz (numa alusão ao Quinto Império).

## Curiosidades
- Em Macau, foi traduzido por Luís Gonzaga Gomes para a língua cantonense, em 1959.[3]
- O primeiro poema, O Infante, da segunda parte, Mar Português, tornou-se posteriormente música na voz de Dulce Pontes.
- Edição da Mensagem com pórtico de José Augusto Seabra e pinturas de Manuel Casimiro, 1988. Fernando Pessoa/ MENSAGEM/ oito pinturas de Manuel Casimiro/ pórtico de José Augusto Seabra. Edições Nova Renascença, Fundação Engenheiro António de Almeida, Porto — 1988.
- Em 30 de novembro de 2014, o livro cumpriu 80 anos de edição e a Casa Fernando Pessoa lançou a obra em Braille.[4]
- O cantor e músico italiano Mariano Deidda, dedicou a Mensagem um disco, em que são musicados e cantados os poemas do livro de Pessoa, em tradução italiana e com a colaboração da cantora portuguesa Mafalda Arnauth no tema dedicado ao poema Mar Português.[5]